# Sorbus sargentiana

Sorbus sargentiana (Sargent rowan;Chino: 晚 绣花 楸; pinyin: wan xiu hua qiu ) es una especie de planta con flores en la familia de las rosáceas, nativa del suroeste de Sichuan y el norte de Yunnan en China, donde crece a altitudes de 2.000-3.200 m (6,562-10,499 pies).

## Nombre
El epíteto específico sargentiana se refiere al dendrólogo estadounidense Charles Sprague Sargent.

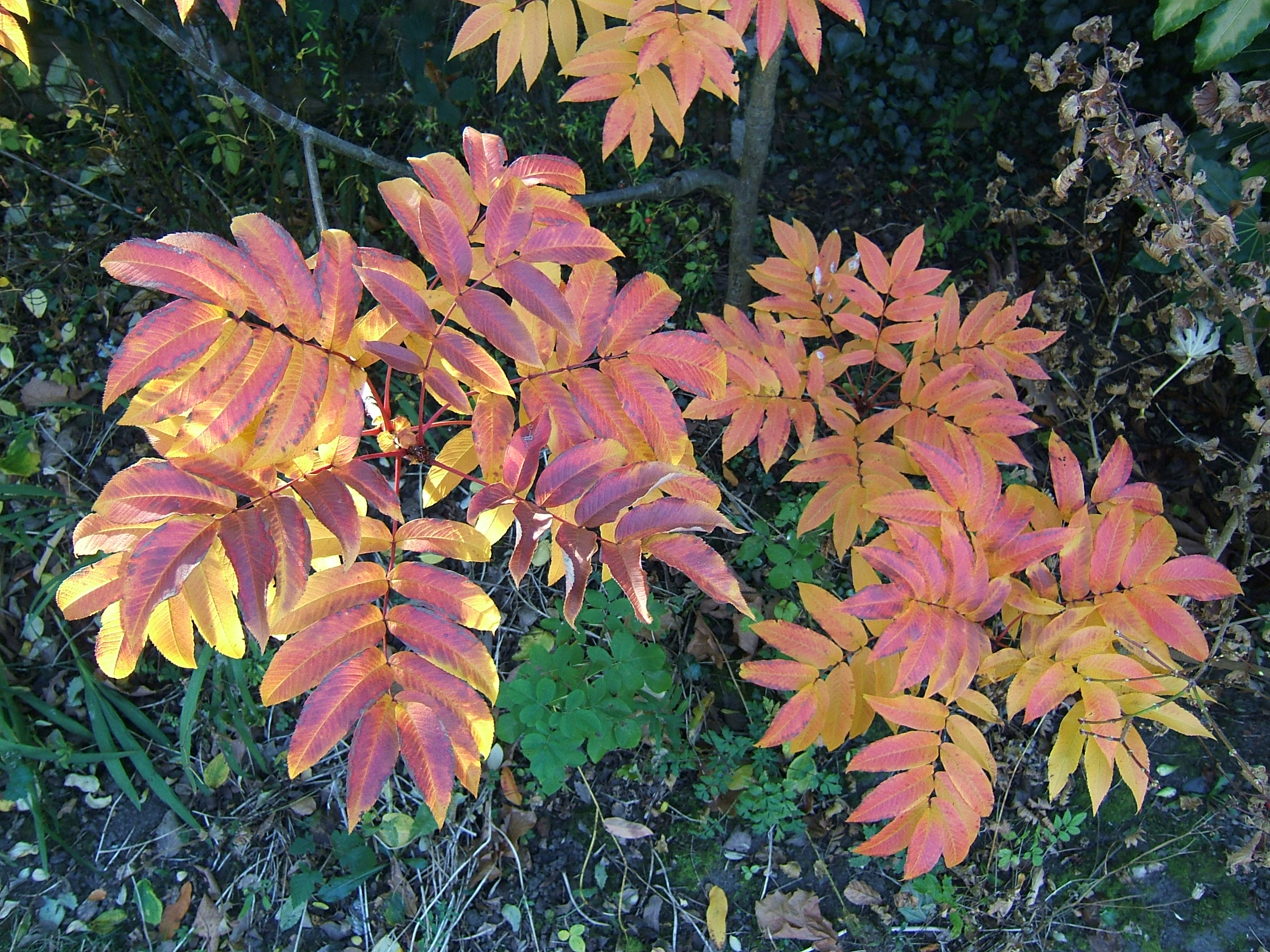
Color otoñal

## Descripción
Es un árbol caducifolio de tamaño pequeño a mediano que crece a 6-16 m (20-52 pies) de alto, con un tronco de hasta 50 cm (20 in) de diámetro y una corona redondeada. La corteza es de color gris oscuro, y los brotes son muy robustos, con grandes cogollos de invierno resinosos pegajosos (1-2 cm) de color rojo oscuro. Las hojas son las más grandes de cualquier serbal, verde oscuro con vetas impresas arriba, glaucas debajo, 20-35 cm (8-14 pulgadas) de largo y 15-20 cm (6-8 pulgadas) de ancho, con estípulas persistentes de 1 cm de ancho. Las hojas pinadas consisten de 9-11 foliolos oblongo-lanceolados 5-14 cm (2-6 in) cm de largo y 3.5-5 cm (1-2 in) ancho, con un ápice agudo, márgenes dentados. Los folíolos basales son ligeramente más pequeños que los folíolos apicales. Cambian a un rico color naranja-rosado a púrpura o rojo oscuro a mediados del otoño (otoño). Las flores tienen 5-7 mm de diámetro, con cinco pétalos blancos y 20 estambres de color blanco amarillento; se producen 200-500 juntas en corimbos muy grandes de 12-25 cm (5-10 pulgadas) de diámetro, a finales de la primavera hasta principios del verano. La fruta es una poma de 5-8 mm de diámetro, de color anaranjado rojizo brillante a rojo, que madura a principios de otoño; es jugoso, y se come fácilmente tan pronto como está maduro por zorzales, que dispersan las semillas.

## Cultivo y usos
Se cultiva como un árbol ornamental por su audaz follaje, enormes racimos de frutas y un brillante color otoñal. Ha ganado el Premio al Mérito del Jardín de la Royal Horticultural Society.